# Доктор і дияволи
«Доктор і дияволи» (англ. The Doctor and the Devils) — британський готичний фільм жахів 1985 року режисера Фредді Френсіса, заснований на реальній історії Берка і Геєра, які в 1828 році вбили щонайменше 16 людей і продали їхні тіла для анатомічного розтину. Сценаристом виступив сер Рональд Гарвуд, який адаптував неекранізований сценарій Ділана Томаса.
У ролях: Тімоті Далтон, Джонатан Прайс, Стівен Рі, Джуліан Сендс, Патрік Стюарт і Твіґґі. Продюсером виступив Мел Брукс.

## Сюжет
У 1828 році доктор Томас Рок, шанований анатом, читає лекції у відомій медичній школі. Він глибоко захоплений вдосконаленням медичних знань, прагненням, для якого, на його думку, «мета виправдовує засоби». На жаль, через тогочасні закони дуже мало трупів є легально доступними для медичної професії, що змушує медичні заклади використовувати викрадачів тіл або «воскресителів» для отримання додаткових зразків. Молодий асистент доктора Рока, доктор Мюррей, отримує завдання купувати тіла, за що він має право платити невеликі гроші, особливо за свіжі трупи.
Підслухавши подробиці домовленості, алкоголіки Роберт Феллон і Тімоті Брум починають вбивати місцевих жителів і продавати їхні тіла. Поступово доктор Мюррей починає підозрювати, що в медичній школі з'являються свіжі трупи, але доктор Рок відкидає його побоювання. Тим часом Мюррей починає закохуватися в красиву місцеву повію Дженні Бейлі, яка незабаром стає ціллю Феллона і Брума. Коли подруга Дженні, Еліс, виявляється мертвою в кімнаті для препарування доктора Рока, Мюррей розуміє, що відбувається, і героїчно рятує Дженні від вбивці Феллона. Незабаром обох убивць заарештовують, але Брум погоджується видати докази проти свого колишнього партнера і, не розкаявшись, виходить на свободу. Феллона страчують через повішення. Доктор Рок за свою причетність до вбивств стає об'єктом широкого громадського обурення, але зрештою не зазнає покарання або осуду з боку колег.

## Акторський склад
| Актор          | Роль                           |
| -------------- | ------------------------------ |
| Тімоті Далтон  | доктор Томас Рок (Роберт Нокс) |
| Джонатан Прайс | Роберт Феллон (Вільям Берк)    |
| Стівен Рі      | Тімоті Брум (Вільям Геєр)      |
| Твіґґі         | Дженні Бейлі                   |
| Джуліан Сендс  | доктор Мюррей                  |
| Патрік Стюарт  | професор Маклін                |
| Філліс Логан   | Елізабет Рок                   |

| Актор                 | Роль           |
| --------------------- | -------------- |
| Льюїс Фіандер         | доктор Торнтон |
| Беріл Рід             | місіс Флінн    |
| Томас Патрік Маккенна | О'Коннор       |
| Шан Філліпс           | Аннабелла Рок  |
| Філ Девіс             | Біллі Бедлам   |
| Девід Бембер          | Кронін         |
| Філіп Джексон         | Ендрю Мері-Ліс |

## Виробництво

### Версія 1965-го
Сценарій Ділана Томаса «Доктор і дияволи» вперше був опублікований у 1953 році. Джей Артур Ренк придбав права на фільм у 1956 році, а потім продав їх Ніколасу Рею, який мав намір поставити його з Максиміліаном Шеллом у головній ролі. Борислав Михайлович Мігіз і Ґор Відал мали переписати сценарій Томаса, а зйомки фільму мали розпочатися в Югославії у вересні 1965 року.
Зйомки затрималися через погодні умови, а потім знову після того, як Шелл заявив, що йому не заплатили продюсери. У грудні 1965 року він покинув фільм, а на його місце був запрошений Лоуренс Харві. Фільм був офіційно скасований у листопаді після того, як Warner Bros.-Seven Arts відмовилася від «купівлі прав на світову дистрибуцію».

### Розробка
Засновник і виконавчий продюсер Brooksfilms Мел Брукс, фанат жахів, придбав права на сценарій Томаса в надії адаптувати його у фільм жахів. Він найняв режисера і колишнього кінооператора Фредді Френсіса, який протягом 1960-х і 70-х років знімав фільми жахів для відомих британських кінокомпаній Hammer і Amicus. Початковий намір Брукса полягав у тому, щоб просто використати назву сценарію Томаса, але Френсіс наполягав на більш тісній прив'язці до оригінального сценарію. Було досягнуто компромісу з драматургом і сценаристом Рональдом Гарвудом, який адаптував твір Томаса у щось більш жанрово-дружнє. Незважаючи на адаптацію, значна частина оригінальних діалогів Томаса залишилася.

### Зйомки
Основні зйомки відбувалися на Shepperton Studios. Спочатку Френсіс планував знімати фільм у чорно-білому кольорі. Він все ще прагнув досягти монохромного ефекту на кольоровій плівці, використовуючи пласку кольорову палітру. Френсіс і кінооператор Джеррі Терпін використовували систему «LightFlex» останнього, яка використовувала пристрій, встановлений на об'єктиві, для попереднього експонування плівкового матеріалу.

## Відгуки
Роджер Еберт дав фільму півтори зірки з чотирьох, написавши: «Неможливо з'ясувати на прикладі „Доктора і дияволів“, чому будь-хто, пов'язаний з цим фільмом, вважав, що його треба знімати. Це нічим не виправдана, похмура, нудна, похмура гидота, в якій немає ні найменшого проблиску натхнення або амбіцій», хоча він похвалив зірку Твіґґі як «єдиний промінчик сонця у фільмі».
Вінсент Кенбі з New York Times був більш позитивним, написавши, що фільм може похвалитися «першокласним англійським акторським складом», і додавши, що «сценарій пана Гарвуда, який зберігає багато оригінальних діалогів Томаса, набагато цікавіше дивитися, ніж читати сценарій Томаса».